# Excel Services
Excel Services – technologia serwera w pakiecie Microsoft Office SharePoint Server 2007. Ta współdzielona usługa umożliwia wielu użytkownikom odczytywać, przeliczać i wyświetlać skoroszyty programu Excel 2007 za pomocą Microsoft Office SharePoint Server 2007.
Używając Excel Services użytkownik może udostępniać skoroszyty programu Excel za pomocą Microsoft Office SharePoint Server 2007 w portalach internetowych i repozytoriach dokumentów elektronicznych. Udostępniany może być cały skoroszyt lub tylko jego części (np. tylko jeden arkusz, wykres lub tabela).
Użytkownicy końcowi mogą oglądać aktualną zawartość oraz korzystać z zawartości skoroszytów za pomocą samej przeglądarki internetowej. Mogą również wykonywać eksplorację danych skoroszytów, raporty i analizy za pomocą tabel przestawnych i wykresów – korzystając z samej przeglądarki. Excel Services obsługuje skoroszyty, które są podłączone do zewnętrznych źródeł danych. Użytkownik może zamieścić linki do zewnętrznych źródeł danych w skoroszycie lub zapisać je centralnie w pliku biblioteki linków.
Wybrane komórki w arkuszach można edytować poprzez nadanie nazw wybranym obszarom albo podawanie parametrów obszaru. Zakres parametrów obszaru wyświetlanego przez użytkownika, po zapisaniu w Excel Services, przekazywany jest do okna w przeglądarce. Użytkownicy mogą zmieniać wartości tych nazwanych zakresów w oknie parametrów i odświeżyć skoroszyt dla zmienionego zakresu. Mogą również korzystać z portalu filtrów Web Part do jednoczesnego filtrowania danych z kilku źródeł sieciowych (np. Excel Web Access i innych rodzajów aplikacji internetowych).
Jednak technologia Excel Services nie może być wykorzystywana do tworzenia skoroszytów. W celu utworzenia nowego skoroszytu, użytkownik musi korzystać z programu Microsoft Office Excel 2007.